# Karierna sidra
Karierna sidra so razmeroma trajen skupek vrednot, ki določa kariero. Posamezni zaposleni namreč na podlagi svoje samopodobe in ciljev oblikujejo različna karierna sidra oziroma motive in vrednote, ki si jih prizadevajo uresničiti v karieri. Pomembno je, da so ti motivi prepoznani, da jim prilagodimo razvojne načrte posameznika, saj z zadovoljevanjem določenega kariernega sidra posameznik uresničuje svojo samopodobo in osebno poslanstvo, zato je s svojim delovnim mestom zadovoljen, kar preprečuje izgorelost in stres na delovnem mestu. Strokovnjaki namreč vse bolj ugotavljajo, da je uspešen tisti, ki je zadovoljen s svojo izbiro poklica, da lahko uresničuje osebne vrednote, ima jasne cilje in oblikovano samopodobo (Brečko, 2008). Kerierno sidro je tisti dejavnik v posameznikovi predstavi o sebi, ki se mu ne bo odrekel niti takrat, ko bodo pred njim težavne odločitve.

## Model kariernih sider
Model kariernih sider je vzpostavil Američan Edgar Shein. S svojo raziskavo je potrdil, da ima vsak posameznik lastne predstave in vrednote o svojem delu ter osebnost, ki pomembno vplivajo na njegovo delovanje in bivanje. So globoko v zavesti posameznika in se večinoma ne spreminjajo. S tem pa vplivajo tudi na načrtovanje njegove poklicne kariere. Tako so dober instrument za razvijanje in usmerjanje kariere zaposlenih in temelj za oblikovanje psihološke pogodbe med organizacijo in posameznikom. Ta dejstva so ključna za določanje posameznikovih kariernih sider. Slednja se oblikujejo v največ prvih desetih letih delovnih izkušenj, saj prej posameznik ne pozna realnosti posameznih delovnih vlog in mest. Poleg tega mora imeti tudi dovolj povratnih informacij iz delovnega okolja o tem, kaj dela dobro oz. slabše, kakšni so njegovi talenti ter notranji potenciali. Če okolje posamezniku ne daje dovolj povratnih informacij, naj si jih skuša pridobiti sam. Če je okolje spodbudno in zagotavlja tovrstne povratne informacije, se karierno sidro razvije že prej.
Karierna sidra poudarjajo sistem vrednot posameznika in dvosmerno izmenjavo potreb ter pričakovanj med organizacijo in posameznikom. Prav s kariernimi sidri je prišlo do spoznanja, da poleg vertikalnega ustvarjanja kariere (napredovanje navzgor oz. v smislu vodenja) poznamo tudi horizontalne ali funkcionalne premike (gre za pridobitev višje ravni strokovnosti oz. ekspertize) ter premike proti centru (kažejo se v večji pripadnosti in lojalnosti organizaciji) - tridimenzionalni model napredovanja. To pa sestavlja sistem »interne kariere« - kariere znotraj določene organizacije, ki organizacije spodbuja k razmišljanju o tem, kaj lahko naredijo, da obdržijo posameznega zaposlenega in ga spodbujajo k nadaljnjemu razvoju. 
Posameznikovo karierno sidro se vedno ne ujema s poklicem, ki ga opravlja, in sicer zaradi zunanjih omejitev, na katere posameznik ne more vplivati (bolezen v družini, neugodne gospodarske razmere ipd.).
V longitudinalni študiji v Sloveniji (Brečko, 2008) so raziskovalci opazili hitrejši razvoj sider saj se izzivi iz okolja in možnosti preverjanja in potrjevanja sider večajo, poleg tega pa so delovne izkušnje in z njimi povezane povratne informacije precej raznolike in bogate že pred formalnim vstopom na trg dela. Zaradi tega raziskovalci pričakujejo, da se bodo karierna sidra v prihodnosti izluščila še hitreje.
 Osem kategorij sider: 
- Tehnično-funkcionalno sidro

Posamezniki, ki so tehnično-funkcionalno zasidrani, se predajo specializaciji  in podcenjujejo funkcije generalnega menedžerja, čeprav so pripravljeni biti funkcionalni menedžerji, če jim to omogoča, da ostanejo v stiku s svojim strokovnim področjem. Čeprav gre na začetku pri večini karier za to sidrno usmerjenost in je njihova zgodnja faza skoraj vedo povezana s specializacijo, slednja ne navdušuje vsakogar – za nekatere je le sredstvo, s katerim postanejo člani določene organizacije ali pa pridobijo večjo varnost ipd. Iz tega sledi, da sicer večina začne z ozko specializiranim delom, le nekaterim pa prinaša toliko notranjega zadovoljstva, da  razvojejo karierno sidro v zvezi s svojo specializacijo. Posameznikom s tem kariernim sidrom delo pomeni izziv, radi preizkušajo lastne zmožnosti in spretnosti, se hitro zdolgočasijo. Za občutek lastne vrednosti morajo izrabljati lastno nadarjenost. Bistvena je vsebina dela, ne le delo samo po sebi. 
- Menedžersko sidro

Posamezniki med kariero ugotovijo, da si resnično želijo postati generalni direktorji, da jih zanima vodenje ter da imajo sposobnosti, ki jih to delo zahteva (velika odgovornost, odločanje). Specializacijo vidijo kot past – razumejo nujnost poznavanja področij in sprejmejo dejstvo, da morajo najprej biti izvedenci na svojem področju, če hočejo dobro funkcionirati kot direktorji. Ključne vrednote in motivi so napredovanje po hierarhični lestvici do višjih ravni odgovornosti, priložnosti za vodenje, prispevek k uspehu podjetja, visok dohodek. Pri njih morajo izstopati analitične sposobnosti, sposobnost medosebnega in medskupinskega sporazumevanja ter čustvena inteligentnost. 
- Sidro avtonomnosti in neodvisnosti

Nekateri že na začetku kariere odkrijejo, da ne prenesejo omejitev, ki jim jih nalagajo pravila, postopki, delovni čas, predpisana oblačila in druge norme. Hočejo delati po svoje, v svojem tempu in v skladu s svojimi merili. Čutijo, da jih življenje v organizaciji omejuje in preveč posega v njihovo zasebnost. Včasih se skrajna potreba po neodvisnosti porodi iz visoke ravni izobrazbe in strokovnosti, ko se posameznik že med učnim procesom zave, d se lahko zanese le sam nase in je v celoti odgovoren zase. Lahko pa se takšni občutki razvijejo tudi iz vzgojnih metod, ki poudarjajo neodvisnost in samostojnost. Posamezniki s tem sidrom se nagibajo k neodvisnim poklicem, ali pa se vidijo na področjih dela, kjer je samostojnost sorazmerno velika celo v velikih podjetjih (npr. raziskave za razvoj, prodaja na terenu, vodenje oddaljenih podružnic, finančne analize). Tak posameznik ima najraje delo, pri katerem so cilji jasno opredeljeni, sredstva in poti pa si lahko izbere sam. Radi imajo tudi pogodbeno ali projektno delo.
- Sidro varnosti in stabilnosti

Posamezniki s tem sidrom velikokrat iščejo službo v podjetjih, ki ponujajo trajno delovno razmerje; za katere se govori, da se izogibajo odpuščanju; ki imajo dobre pokojninske sheme ter programe ugodnosti in ki slovijo po tem, da so trdna in zanesljiva. Zato so za njim privlačne službe v vladi in državni upravi. Pripravljeni so predati odgovornost za upravljanje svoje kariere delodajalcem v zameno za varnost. Včasih se zdi, da jim primanjkuje ambicioznosti, kar pa je lahko nepravičen stereotip, saj so se nekateri povzpeli iz skromnih razmer na visoke vodstvene položaje. Najraje imajo stabilno, predvidljivo delo. Bolj jih zanima delo samo po sebi kot pa njegovo bistvo. Razširitev obsega dela in izzivi jim ne pomenijo toliko kot povišanje plače, delovne razmere in ugodnosti. 
- Sidro podjetniške ustvarjalnosti

Prevladuje potreba po ustvarjanju lastnih poslov, tako da razvijejo lastne izdelke ali storitve. Ustvarjalna težnja je predvsem usmerjena v ustvarjanje novih podjetij oz. organizacij, izdelkov ali storitev, ki se jih da identificirati s posameznikovimi osebnimi prizadevanji, ki bodo samostojno preživeli in bodo ekonomsko uspešni. Merilo uspeha je torej ustvarjanje denarja. Imajo izjemno motivacijo za dokazovanje uspeha, ki lahko izvira iz družine, iz katere so nemara že izšli uspešni podjetniki. Od sidra, ki temelji na avtonomnosti in neodvisnosti se razlikujejo po tem, da želijo imeti lastne posle zaradi dokazovanja, da zmorejo in ne zaradi potrebe po samostojnosti. 
- Sidro predanosti

Zaznamuje odločitev za poklic zaradi vrednoti, ki jih želi uresničiti pri svojem delu. Bolj ga zanimajo te vrednote kot pa lastna nadarjenost ali področja, za katera je sposoben. Karierne odločitve temeljijo na želji, da bi izboljšal svet. To sidro je značilno za poklice, kjer posamezniki pomagajo drugim (zdravnik, socialni delavec, učitelj, duhovnik). Posamezniki želijo delo, ki jim omogoča, da vplivajo na organizacijo ali družbeno politiko v smislu njihovih vrednot. 
- Sidro čistega izziva

Uspeh je za posameznike s tem sidrom premagovanje nemogočih ovir, reševanje nerešljivih problemov. Ko napredujejo, iščejo vse zahtevnejše izzive. Za nekatere je to iskanje delovnih mest. Toda niso tehnično-funkcionalno zasidrani, ker jim ni mar, na katerem področju se pojavi problem. Drugi pa najdejo izziv na področjih medosebnih odnosov in tekmovalnosti. Vse je podrejeno temu, ali bo imel na delovnem mestu dovolj možnosti za preizkušanje svojih zmogljivosti. Če tega nima, se dolgočasi in postane razdražljiv. 
- Sidro življenjskega stila

Posamezniki, ki si organizirajo življenje v skladu s tem sidrom, hočejo po eni strani dokazati, da kariera zanje ni tako zelo pomembna in da zato nimajo kariernega sidra. Vendar je tudi njih mogoče obravnavati z vidika kariernih sider, saj poudarjajo, da mora biti njihova uspešna kariera v skladu z življenjskim stilom. Gre za to, kako povezati zadovoljevanje potreb posameznika, družine in kariere. Takšen človek na prvo mesto postavlja prožnost. Pomembno jim je, da imajo ob pravem času na voljo prave možnosti (npr. potovanja le tedaj, ko to ustreza njegovi družini; gibljiv delovni čas; delo od doma med običajnim delovnim časom). Za njih je pomembnejši odnos podjetja, ki odseva spoštovanje do osebnih in družinskih zadev in ki omogoča pogajanje o psihološki pogodbi.
Večino posameznikov lahko opišemo z značilnostmi osmih sider. Navadno imajo posamezniki izrazito eno sidro, lahko pa se zgodi, da tudi več. Če pa se ne izlušči nobeno sidro, je to najverjetneje zato, ker posameznik še nima dovolj življenjskih izkušenj, da bi razvil stališča o tem, kaj je zanj zares pomembno.

## Karierna sidra in različne generacije
Če primerjamo karierna sidra pri različnih generacijah (generacijah veteranov, »baby boom«, generaciji X in Y), se pokaže, da naraščata sidro življenjskega stila in sidro izziva. Pri generaciji X je bil najprej opazen porast sidra življenjskega stila (velika potreba po usklajevanju družinskega in poklicnega življenja). Organizacije, ki se tega zavedajo, so začele prilagajati delovno okolje z vidika uravnoteženja družinskega in poklicnega življenja. Pri generaciji Y poleg tega sidra narašča še sidro izziva, k čimer je najverjetneje pripomogla raznolikost izzivov v okolju ter njihova intenziteta.
Pri prilagajanju na tovrstne spremembe imajo največ težav tradicionalne in velike organizacije, ki tako zamujajo priložnost, da bi pridobile nove kadre. Slednji tako raje poiščejo organizacije, ki lahko zadovoljujejo potrebo po izzivu in tudi zabavi.

## Slovenska raziskava
V Sloveniji je bila v letih 2000 – 2004 izvedena longitudinalna študija, ki je omogočila vpogled v povezave med poklici in prevladujočimi kariernimi sidri (Brečko, 2008). V tabeli 1 so prikazani nekateri rezultati te študije.
Tabela 1. Povezanost prevladujočih kariernih sider z delovnimi mesti (Brečko, 2008).
| Delovno mesto leta 2000            | Prevladujoče karierno sidro                                    |
| ---------------------------------- | -------------------------------------------------------------- |
| direktor podjetja                  | menedžersko sidro                                              |
| vodja oddelka/enote                | tehnično-funkcionalno sidro                                    |
| tajnica/poslovna sekretarka        | sidro predanosti                                               |
| organizator dela/organizacija dela | sidro varnosti in stabilnosti                                  |
| pravna služba                      | sidro samostojnosti in neodvisnosti                            |
| komercialist                       | sidro varnosti in stabilnosti/sidro podjetniške ustvarjalnosti |
| inženir                            | tehnično-funkcionalno sidro                                    |
| ekonomist/finančni analitik        | tehnično-funkcionalno sidro                                    |
| kadrovski delavec                  | sidro varnosti in stabilnosti                                  |
| zdravnik                           | tehnično-funkcionalno sidro                                    |
| učitelj                            | tehnično-funkcionalno sidro/sidro varnosti in stabilnosti      |
| upravni delavec                    | sidro varnosti in stabilnosti                                  |

## Ugotavljanje kariernih sider
Ugotavljanje kariernih sider navadno poteka preko samoocenjevalnih vprašalnikov, s katerimi posameznik dobi vpogled v karierno sidro. Poleg vprašalnika pa strokovni svetovalci (psihologi) za načrtovanje kariere uporabljajo tudi strukturirane intervjuje s pripravljenimi vprašanji. Dobro je, da oseba vprašalnik izpolni dvakrat v vsaj enomesečnem obdobju. Če so razmerja med posameznimi kariernimi sidri po tem obdobju enaka, svetovalec izvede strukturiran intervju v manjšem obsegu. Če pa niso povsem enaka, sledi poglobljen strukturiran intervju. Svetovalec je pozoren tudi na povratne informacije o svetovancu. V sklopu ugotavljanja kariernih sider se posameznik sprašuje po tem:
- Kaj je zame zares pomembno?
- Kaj je zame izziv?
- Katerim svojim vrednotam se nikoli ne bi odpovedal?
- O čem sanjam?
- Kakšna je moja vizija; kje se vidim čez pet let?
- Kakšno je moje poslanstvo; kaj bi rad dosegel?

Svetovalec nato pregleda vse odgovore, analizira rezultate in pripravi zbirno individualno analizo. Možna je tudi svetovalčeva oseba interpretacija. Test se lahko opravi v okviru določenih organizacij in je plačljiv. Njegova uporaba je nepogrešljiva pri kariernem svetovanju - poklicna izbira je namreč močno povezana s posameznikovo samopodobo v zvezi z delom. Za posameznika, ki dela kariero je bistveno, da ima vplogled v lastno karierno sidro, saj tako bolje načrtuje kariero in sprejema prave odločitve v zvezi z njo.  Lahko pa karierna sidra ugotavljamo tudi z drugimi metodami: individualni pogovori z zaposlenimi, pogovori z njihovimi nadrejenimi, izvajanje letnih razgovorov ipd.